# رادک اشلوف
رادک اشلوف (چکی: Radek Šlouf؛ زادهٔ ۳۰ اکتبر ۱۹۹۴) قایقران کانو اهل جمهوری چک است.
وی در مسابقات کشوری و بین‌المللی در مجموع برندهٔ ۱ مدال برنز شده‌است.